# Leithum
Leithum (luxembourgeois : Leetem) est une section de la commune luxembourgeoise de Weiswampach située dans le canton de Clervaux.

## Géographie
Situé dans l’extrême Nord-Est du pays, Leithum est délimité au nord et à l’est par la frontière belge.